# Église Saint-Martin de Laon
Pour les articles homonymes, voir Église Saint-Martin.
L'église Saint-Martin est une église catholique située à Laon, dans le département de l'Aisne, en France.

## Historique
L'église est édifiée pour une congrégation de prémontrés dans la deuxième moitié du XIIe siècle. En premier est élevé le chœur (1160~ ensuite il est couvert d'une charpente entre 1226 et 1240) puis le transept et la nef. Ensuite, vers 1190 la charpente primitive est remplacée par une voûte contrebutée par des arcs-boutants et la façade du bras sud du transept est élevée. La construction se poursuit par les tours jusqu'à la fin du XIIIe siècle ; les flèches qui les surmontaient sont descendues en 1605. La façade occidentale n'est débutée que vers 1270.
Est aussi construit un palais abbatial et un pavillon situé dans le jardin appelé le vide-bouteilles. Ils sont construits pour Nicolas Lesaige entre 1616 et 1621. Une autre campagne de reconstruction est débutée en 1736 par les architectes Charles et Nicolas Bonhomme, la date jadis portée sur l'aile était autour de la cour de la  Communauté  ; la tour nord-est de l'église est reconstruite en 1740. Mais en 1754, seule l'aile est avec son grand escalier du dortoir est achevée ; les ailes nord et ouest ainsi que les galeries du cloître sont reconstruites de 1779 à 1788.
Après la Révolution française, l'église devient paroissiale et les autres bâtiments, aménagés par l'ingénieur Duroché, accueillent l'hôtel-Dieu en 1810. En 1944, un bombardement détruit tous les bâtiments entourant la cour de la « Communauté », les ailes ouest et nord mettant ainsi au jour les pignons médiévaux du cellier et du réfectoire.
L'édifice est classé au titre des monuments historiques en 1862 et inscrit en 1951.

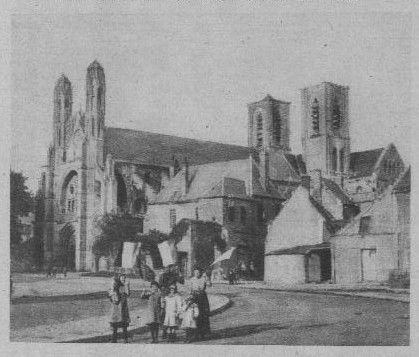
Avant la Grande Guerre avec les clochetons sans flèche.
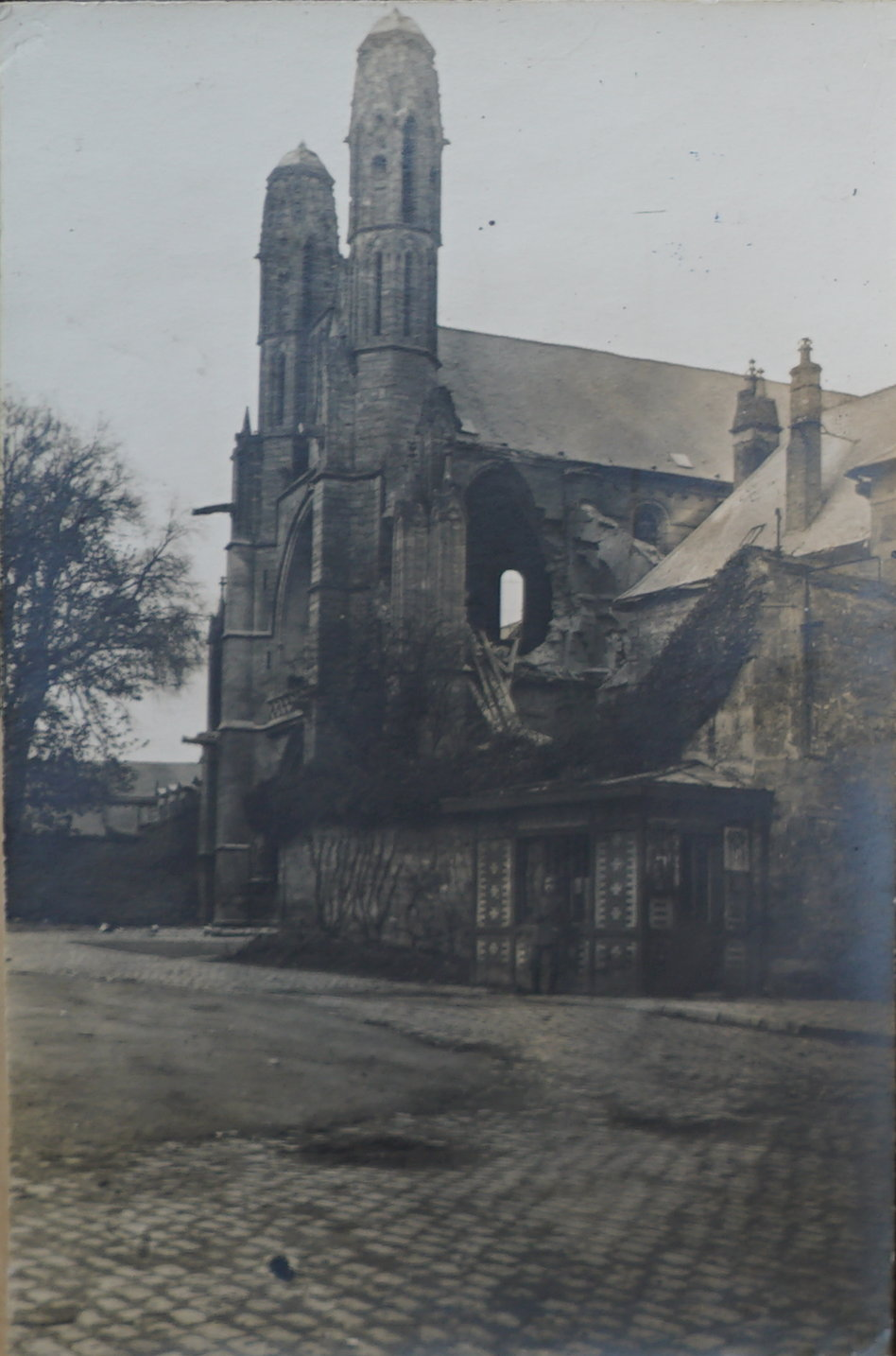
Dégâts de la Grande Guerre.

## Caractéristiques

### Mobilier
Le maître-autel du XVIIIe siècle en marbre et bois est classé monument historique au titre d'objet depuis le 5 novembre 1971.
L'autel du croisillon nord, en bois, du XVIIIe siècle, classé monument historique au titre d'objet depuis le 5 novembre 1971.
L'autel du transept nord du XVIIIe siècle.
Les stalles du choeur en bois des XVIIe et XVIIIe siècles.
Les lambris du choeur du XVIIIe siècle.
Deux confessionnaux du XVIIIe siècle.

#### Orgue de tribune
Un grand orgue Roethinger (hors service) sur une tribune au-dessus de la porte du portail ouest qui protège aussi deux gisants. Une grande chaire en chêne du XIXe siècle ayant un st-Jean-Baptiste, une Vierge à l'enfant et un st-Martin. Une chapelle au sud rappelant celles de la cathédrale avec porte ouvragée et un ensemble de sculptures dans la pierre des deux côtés ainsi qu'un Christ aux liens. Il y a des boiseries qui entourent le chœur et les chapelles est.

### Œuvres d'art

#### Peinture
L'église abrite quelques tableaux réputés :
- La Cène, du XVIIe siècle par Luigi Domenico Soldini[8] ;
- Moïse frappant le rocher, de la même époque[9] ;
- Saint Matthieu[10] ;
- Prédication de St Jean-Baptiste[11] ;
- Martyre de St Étienne[12] ;
- Saint Luc.

#### Sculpture
Dans la chapelle du collatéral sud, se trouve une sculpture en pierre du XVIe siècle, représentant un christ de pitié, classé monument historique au titre d'objet, depuis le 1er avril 1910

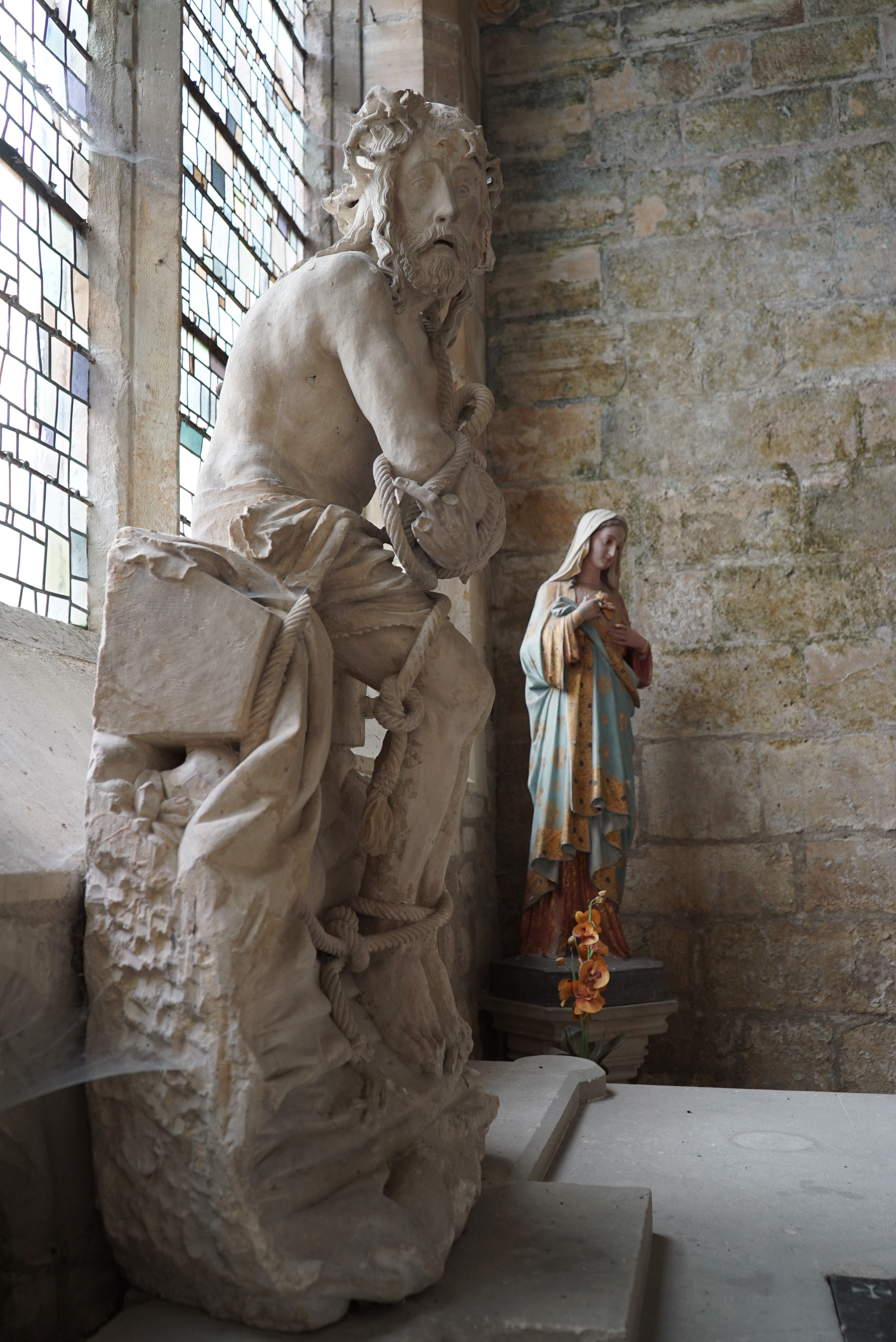
Christ aux liens.
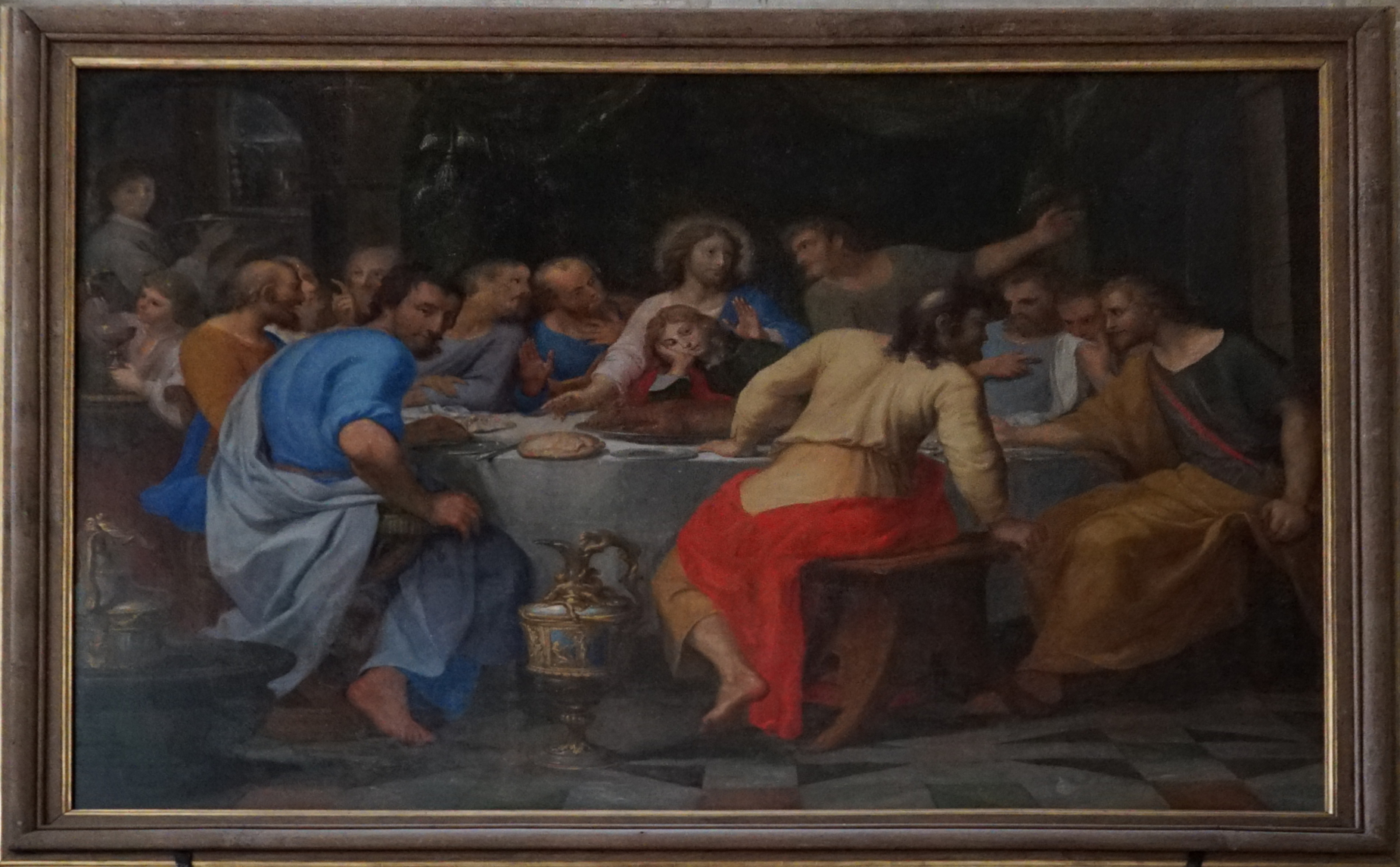
La Cène.
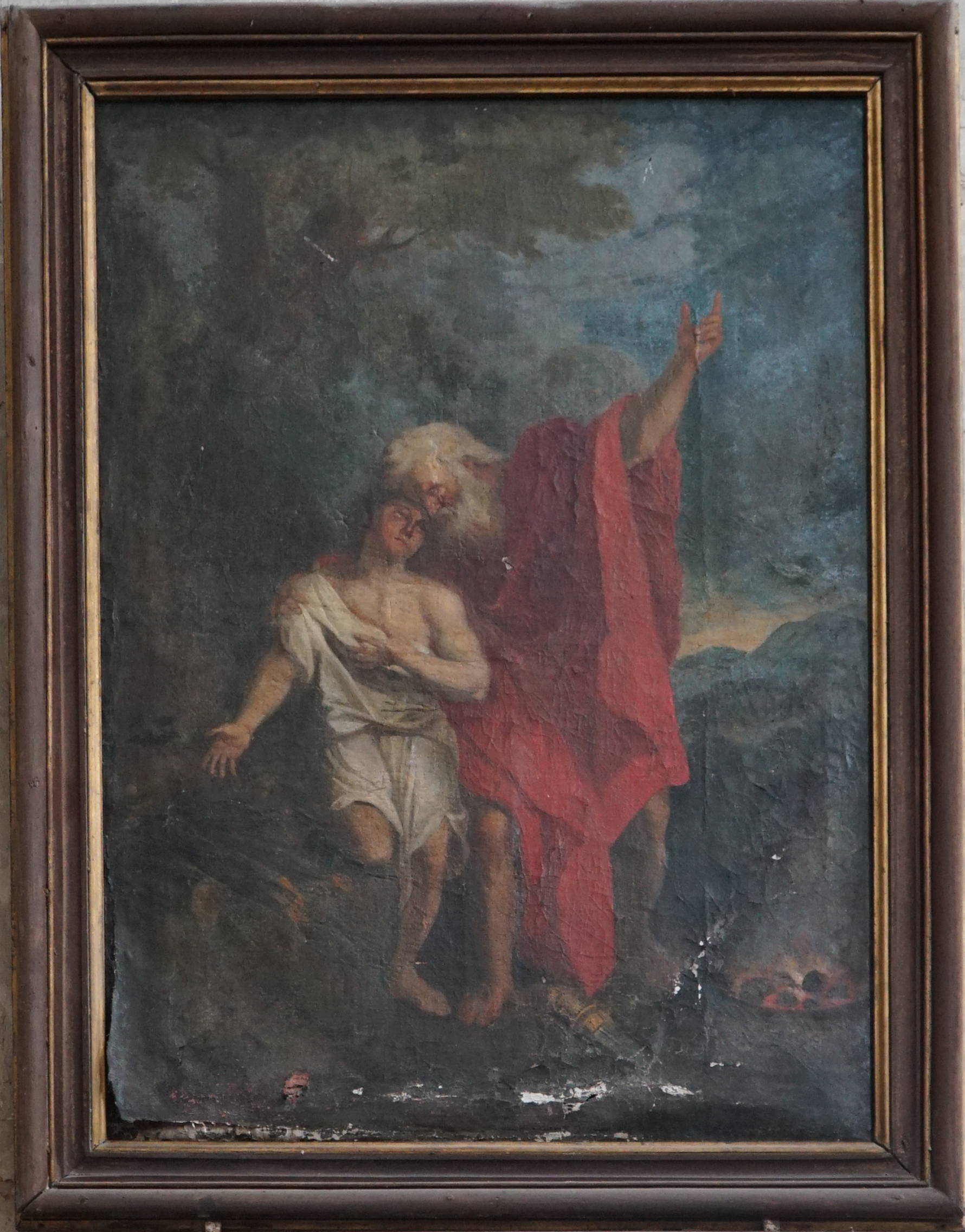
Le Sacrifice d'Abraham.
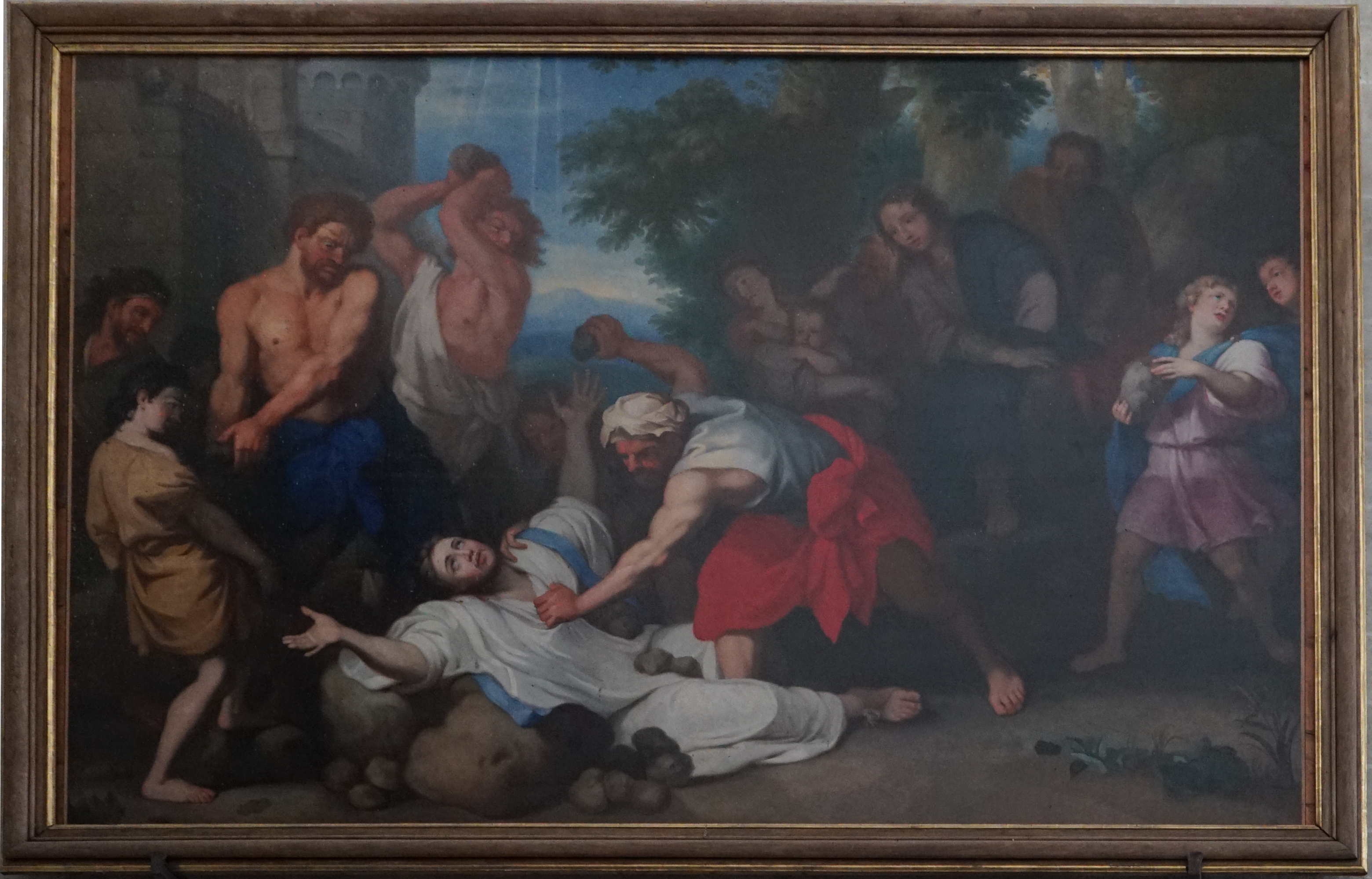
Lapidation d'Étienne.

Se trouve également dans l'église, un ensemble de monuments funéraires : 
- la dalle funéraire de Roger de Pierrepont (XIIIe siècle)[14] ;
- le gisant en pierre du XIIIe siècle d'un membre de la famille de Coucy, classé monument historique au titre d'objet depuis le 3 septembre 1908[15]
- le gisant de Jeanne de Flandre (XIVe siècle), veuve d’Enguerrand IV de Coucy et abbesse de du Sauvoir ;
- le monument funéraire de Pierre de La Bretesche (Bretèche), deuxième du nom, conseiller du roi et commissaire des guerres, et de son épouse Jeanne Angélique Caloux (XVIIe siècle)[16] ;
- le monument funéraire de Marie Escarcel, en pierre polychrome du XVIIe siècle[17] de 1647 ;
- une plaque à la mémoire de Nicolas François Levent, bourgeois de Laon (XVIIe siècle)[18] ;
- une plaque à la mémoire des victimes de la Grande Guerre.

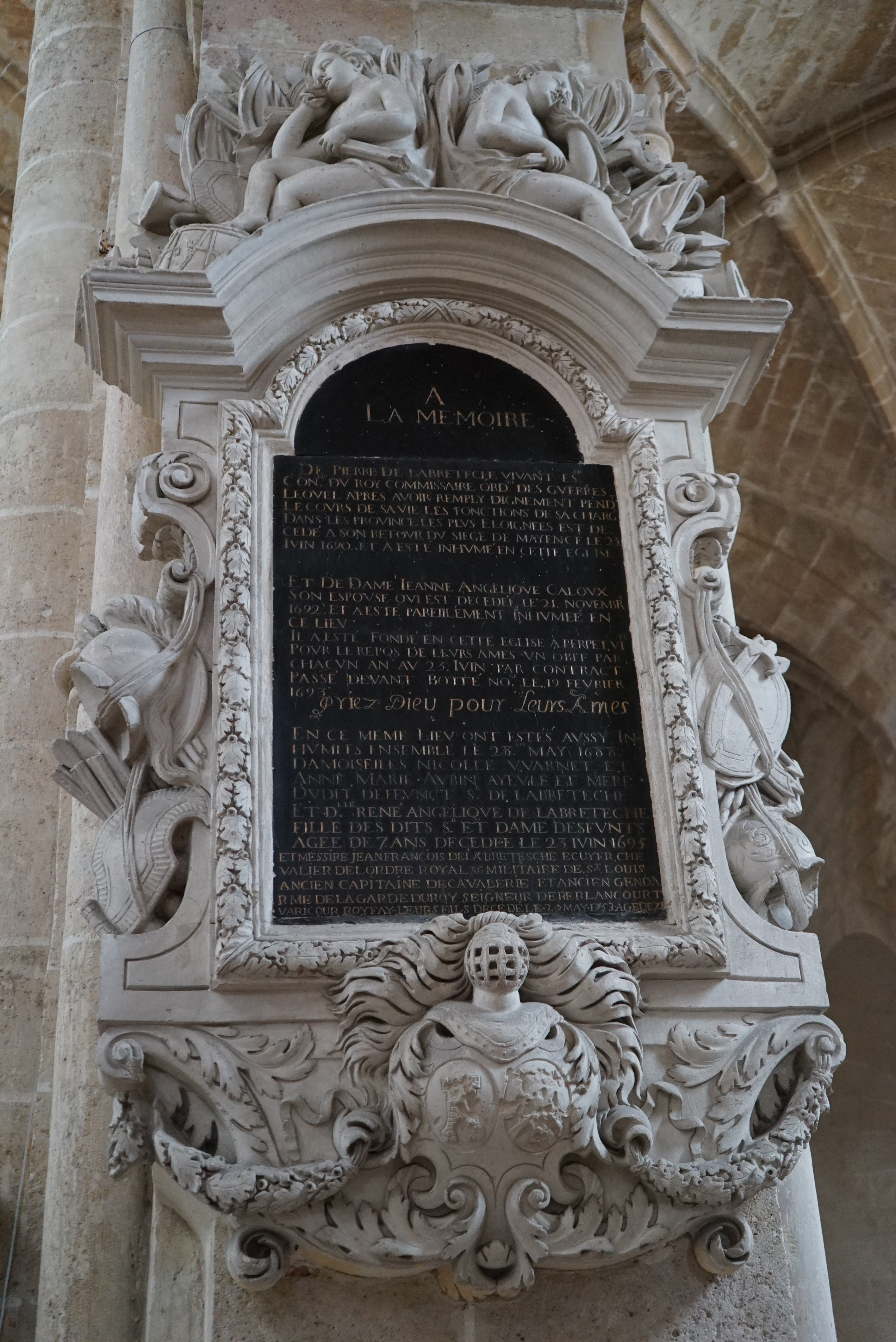
Pierre de La Bretesche, conseiller du roi et de Jeanne-Angélique Caloux.
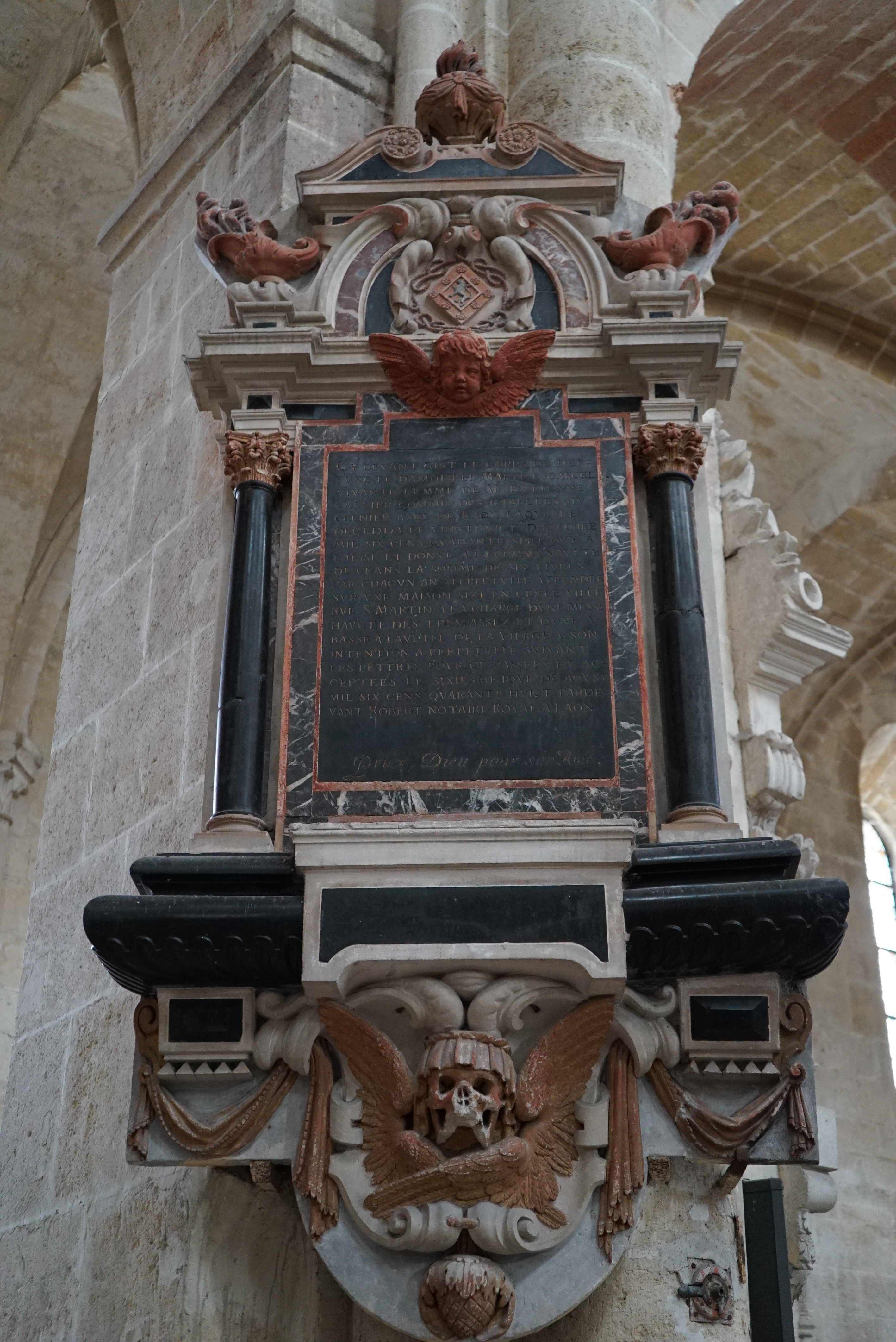
monument funéraire de Marie Escarel
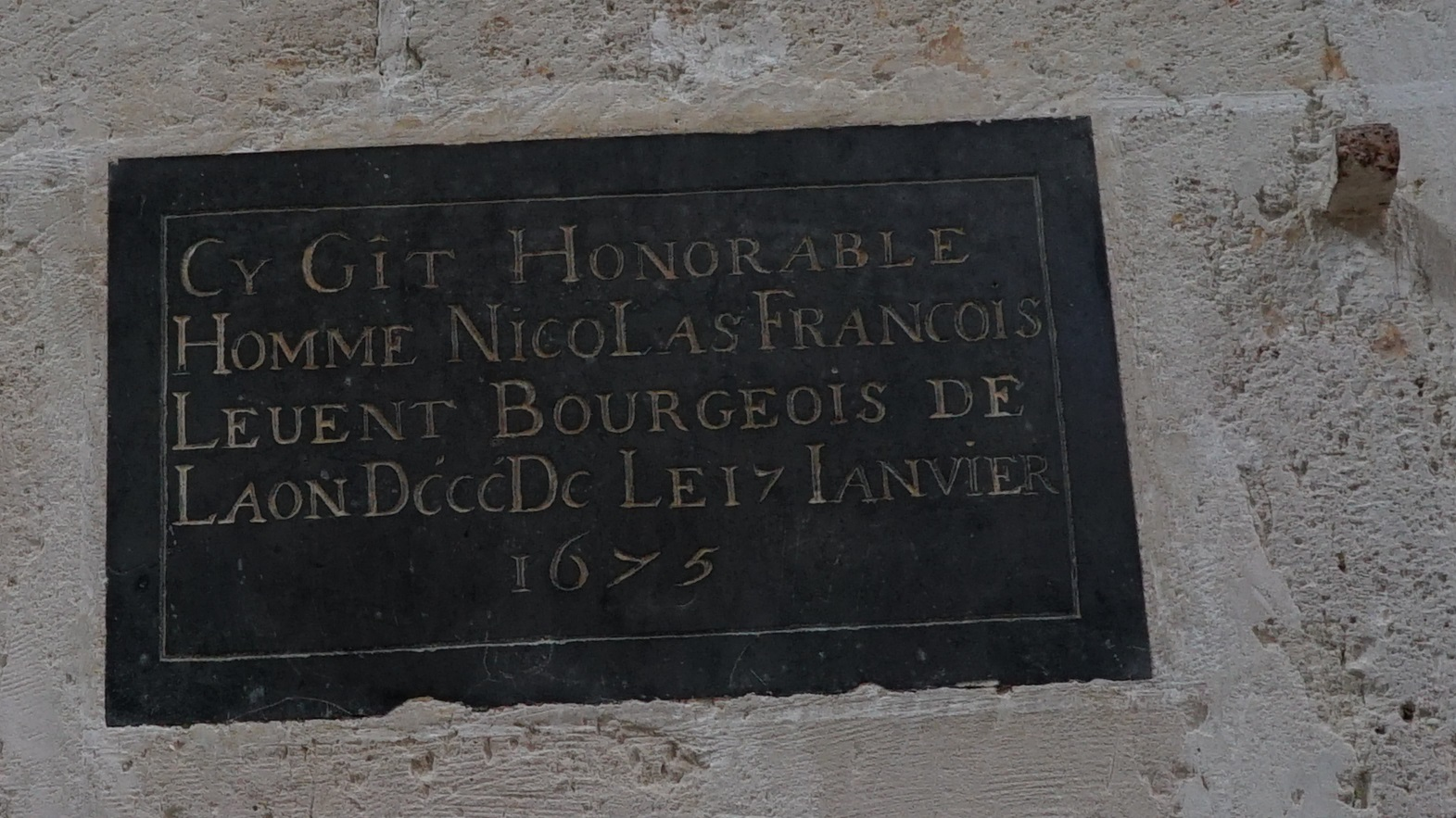
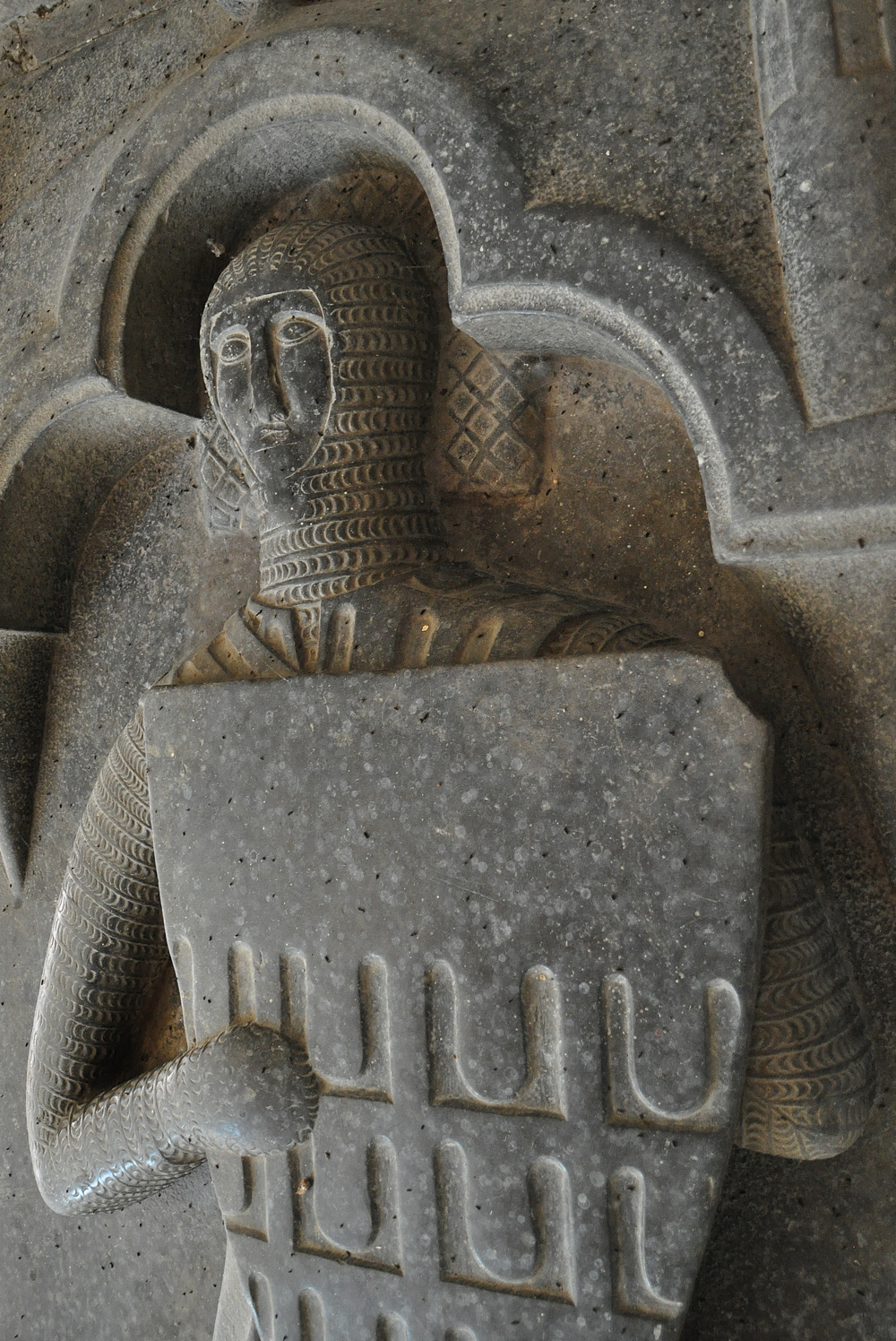
Gisant de Raoul II de Coucy.
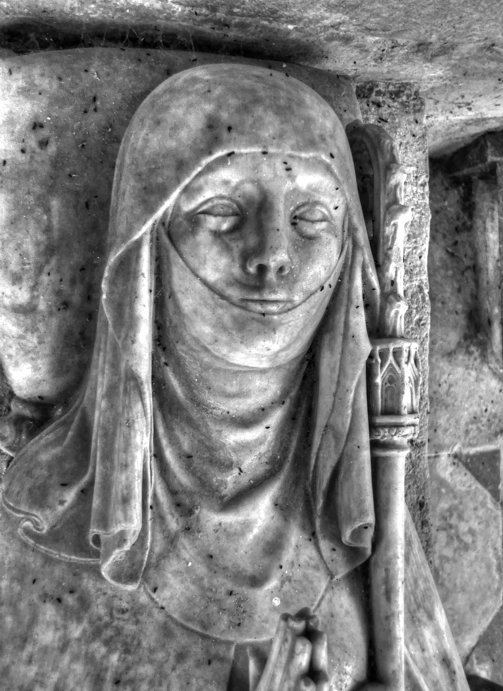
Gisant de Jeanne abbesse.

## Images

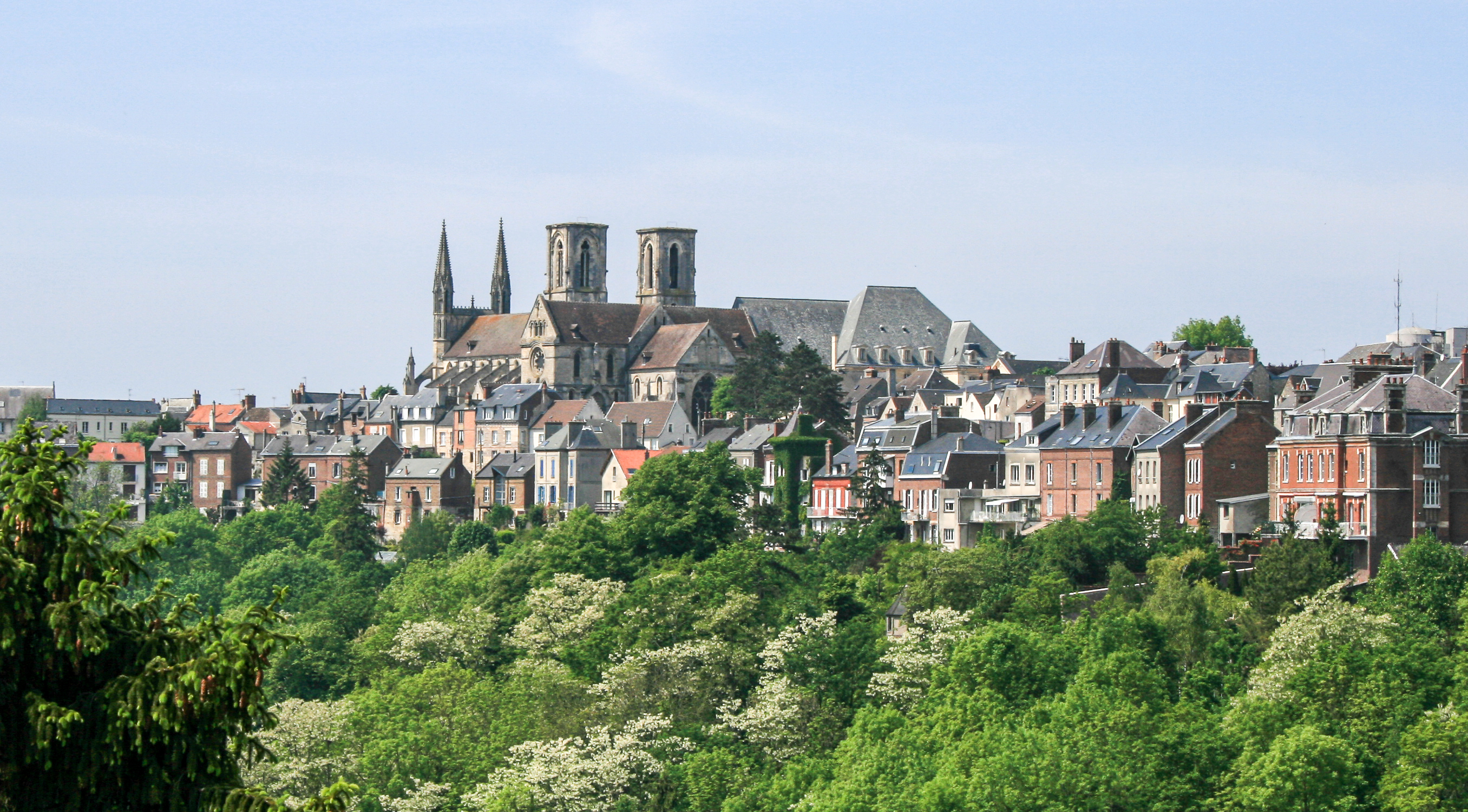
Vue de l'église dans la ville.
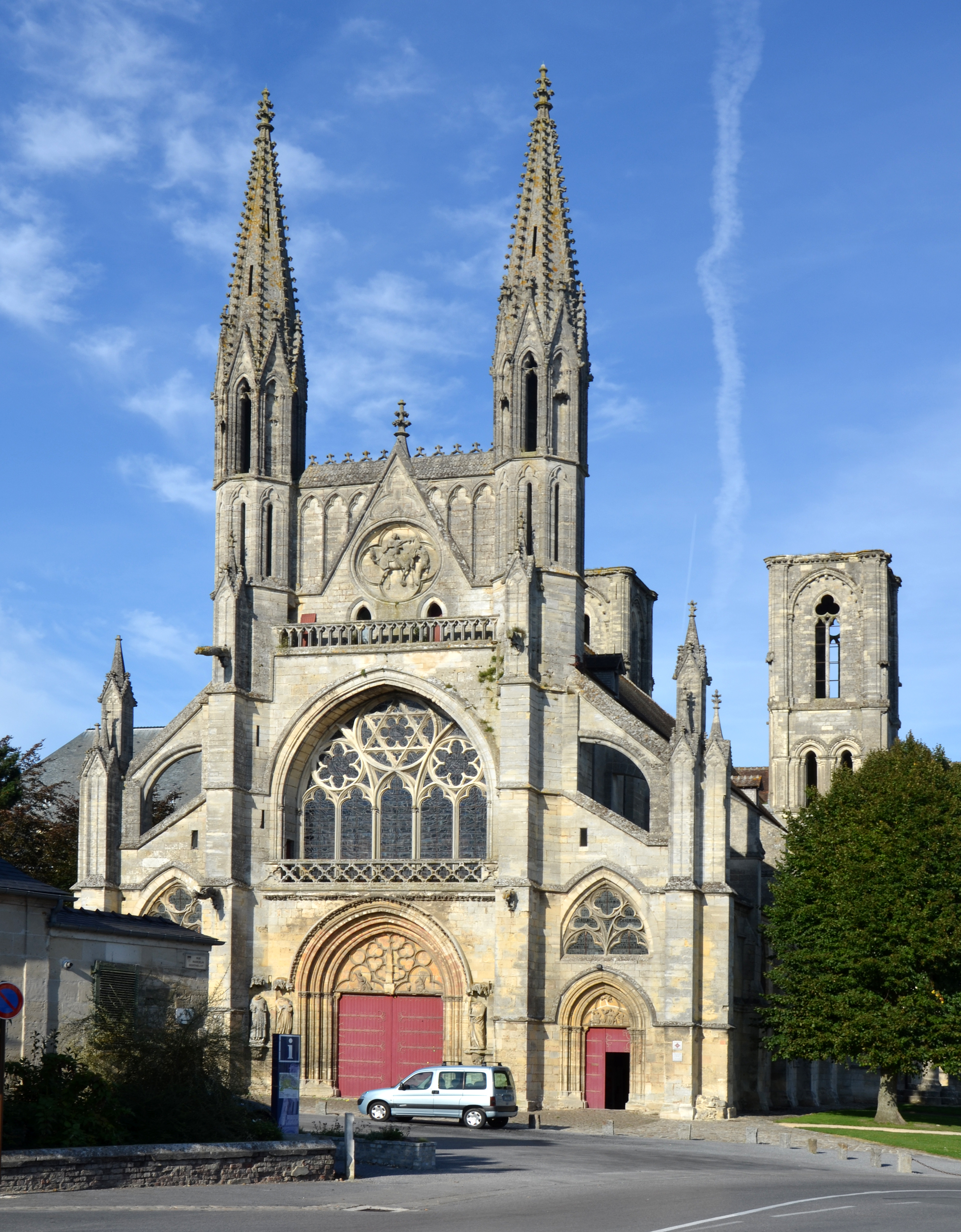
La façade occidentale.
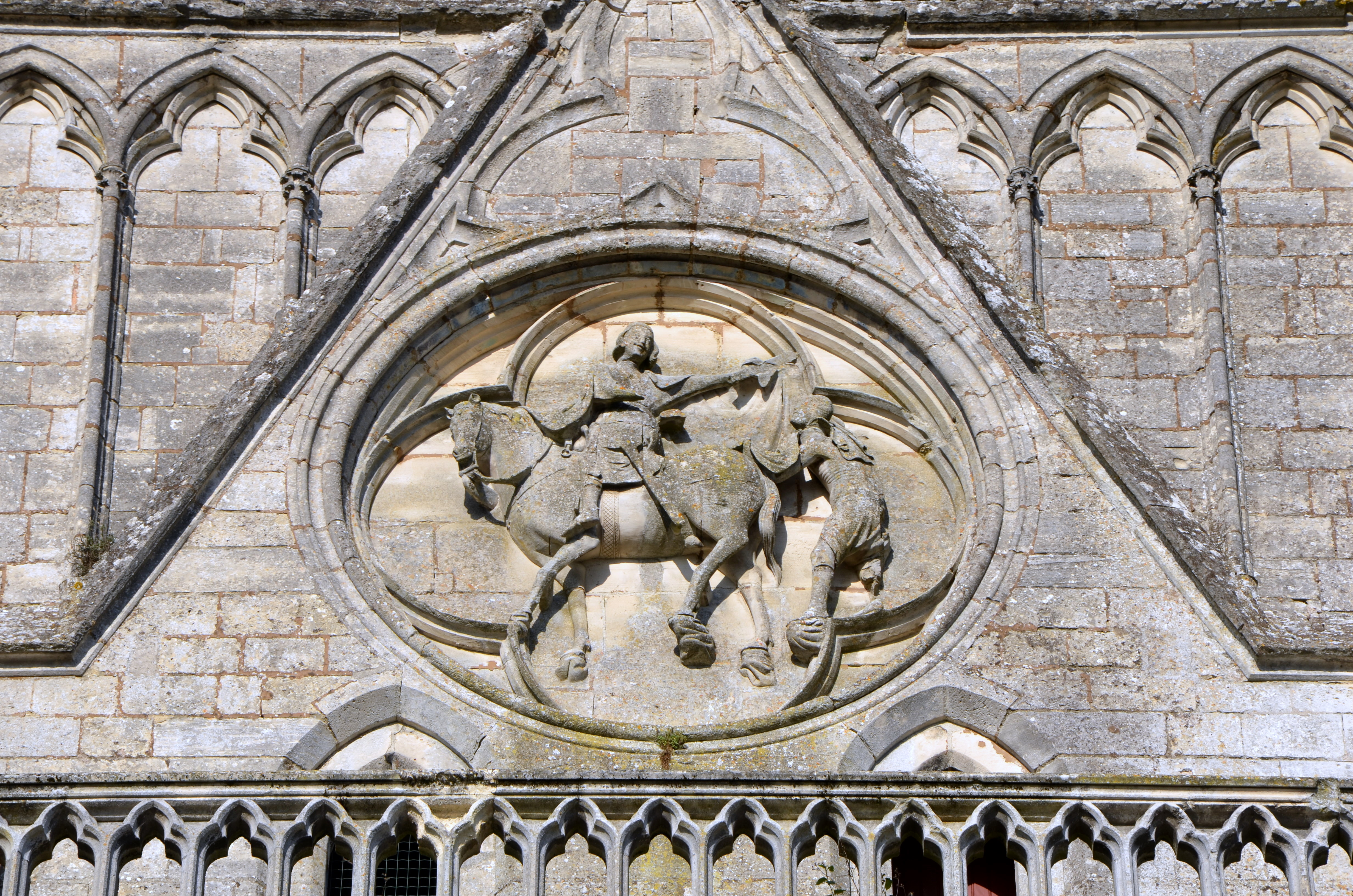
Relief de la façade occidentale : la charité de st Martin.
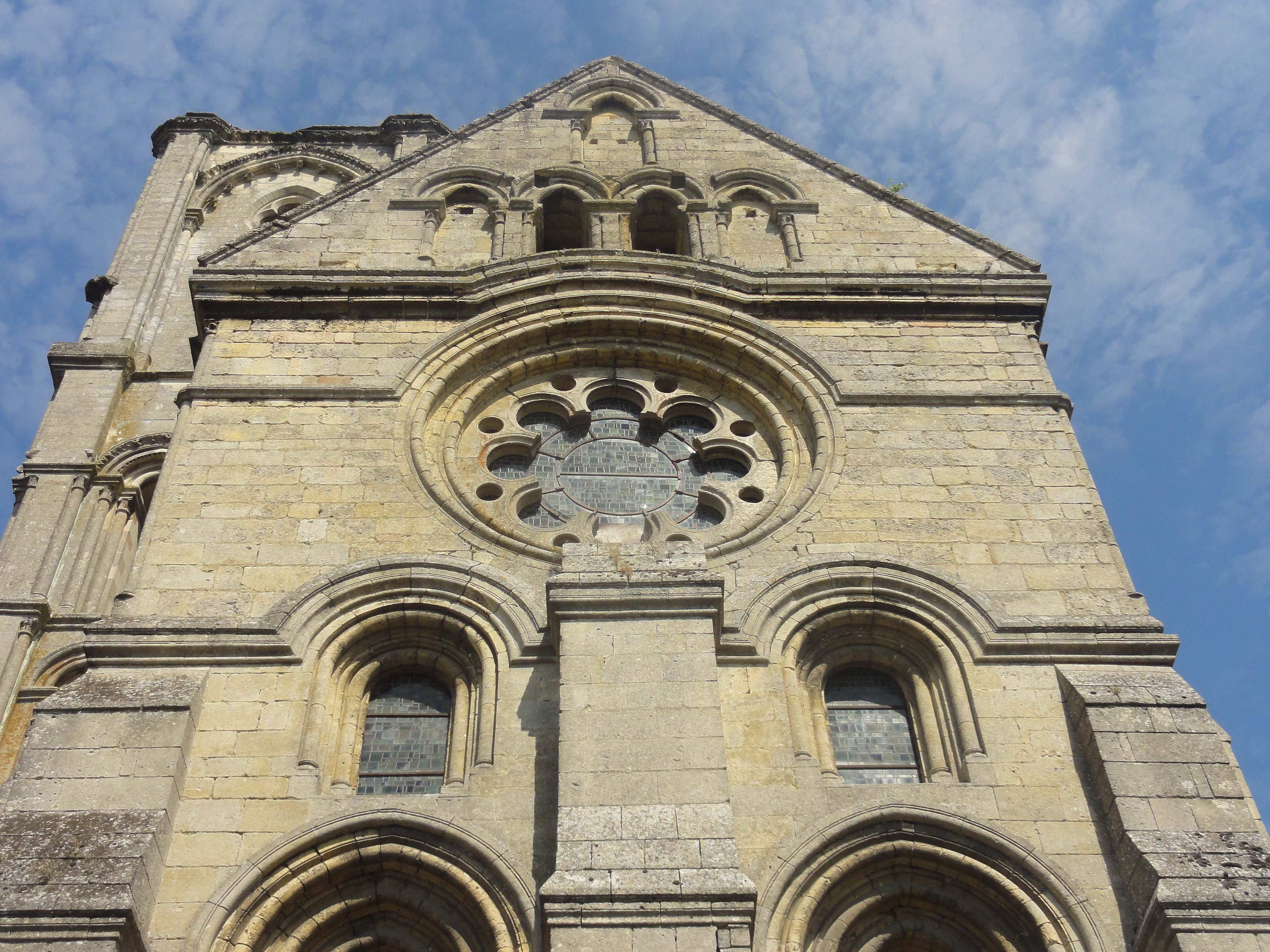
Façade romane du croisillon sud.
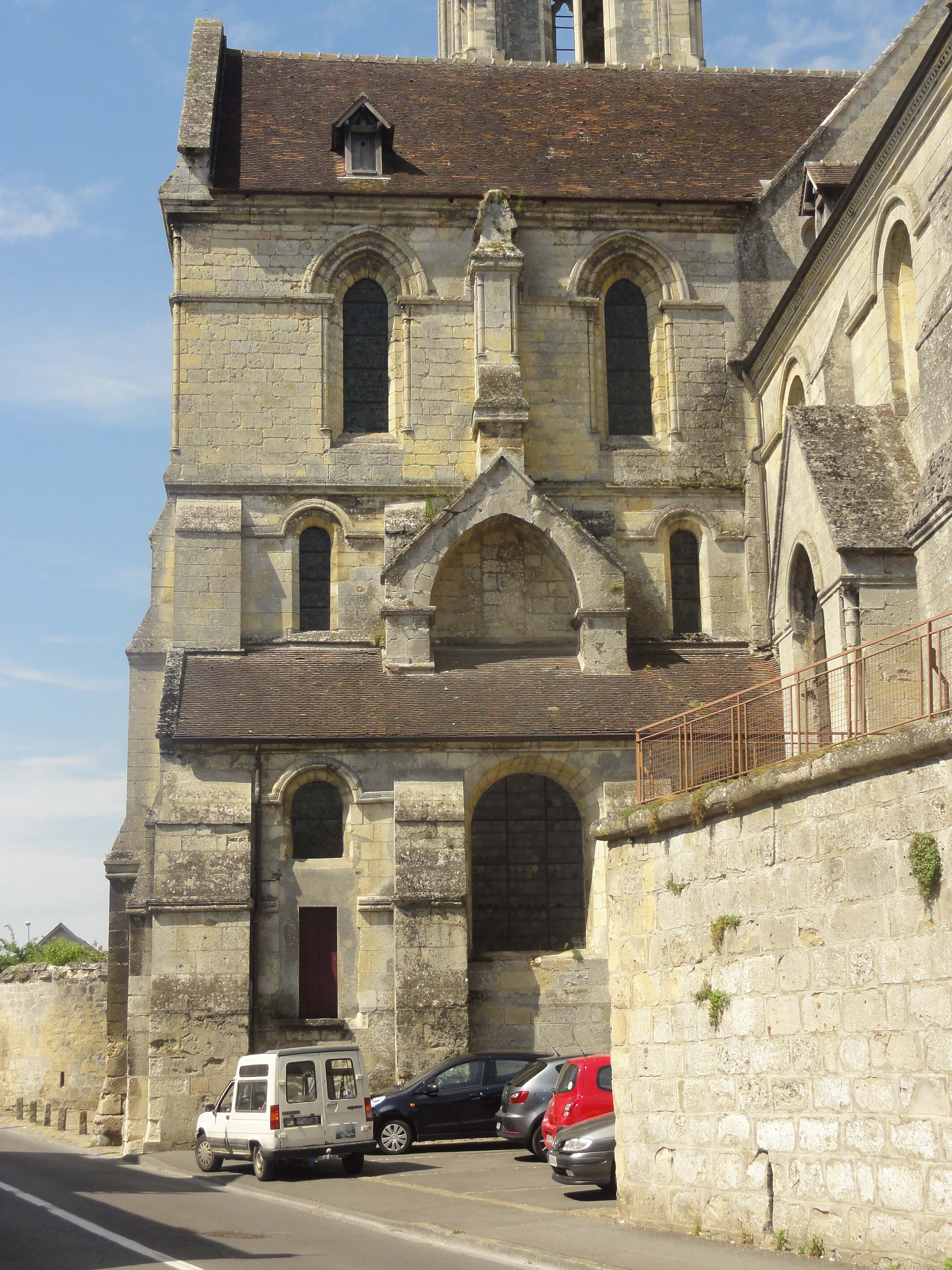
Croisillon sud vu de l'est.

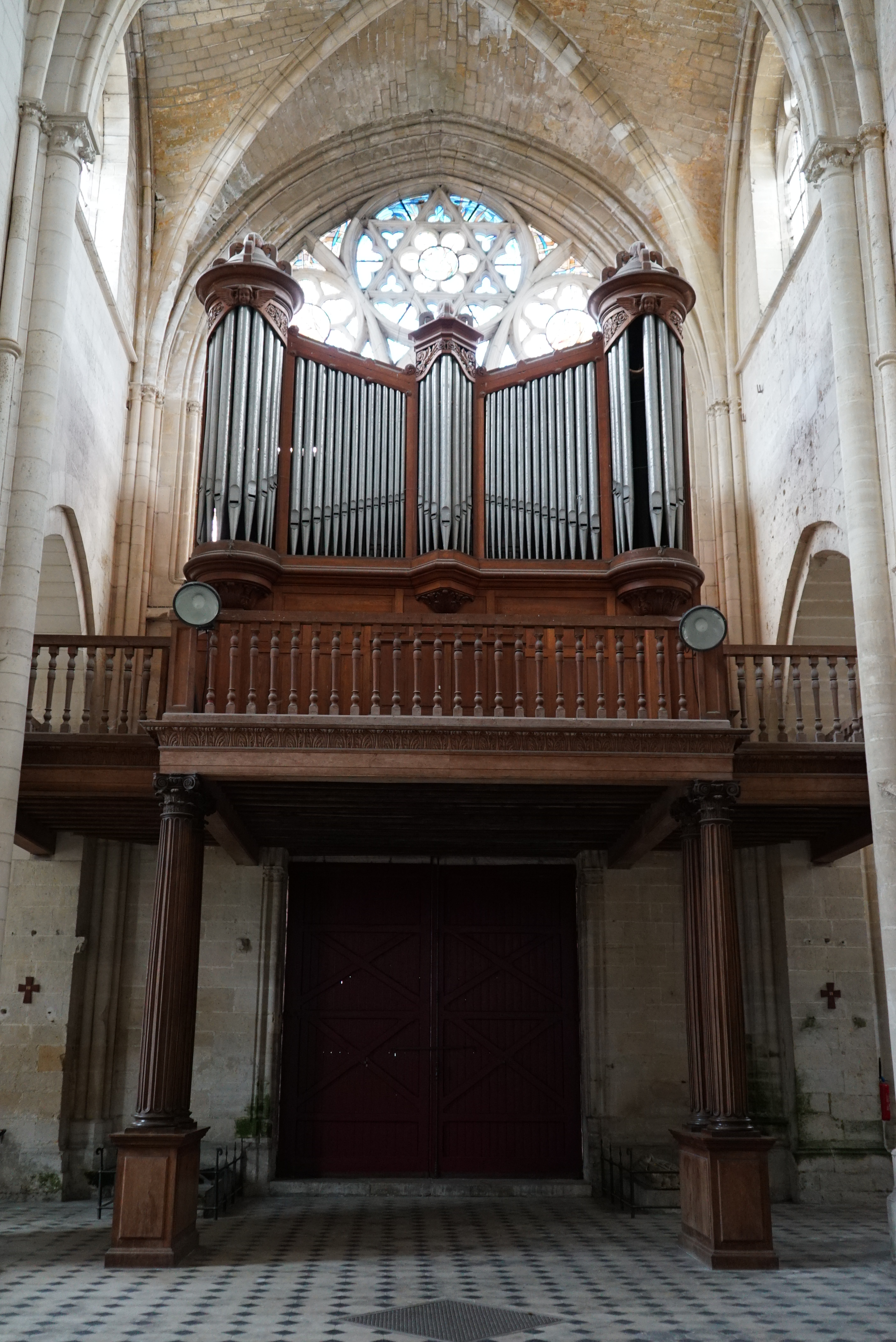
Orgue et tribune.
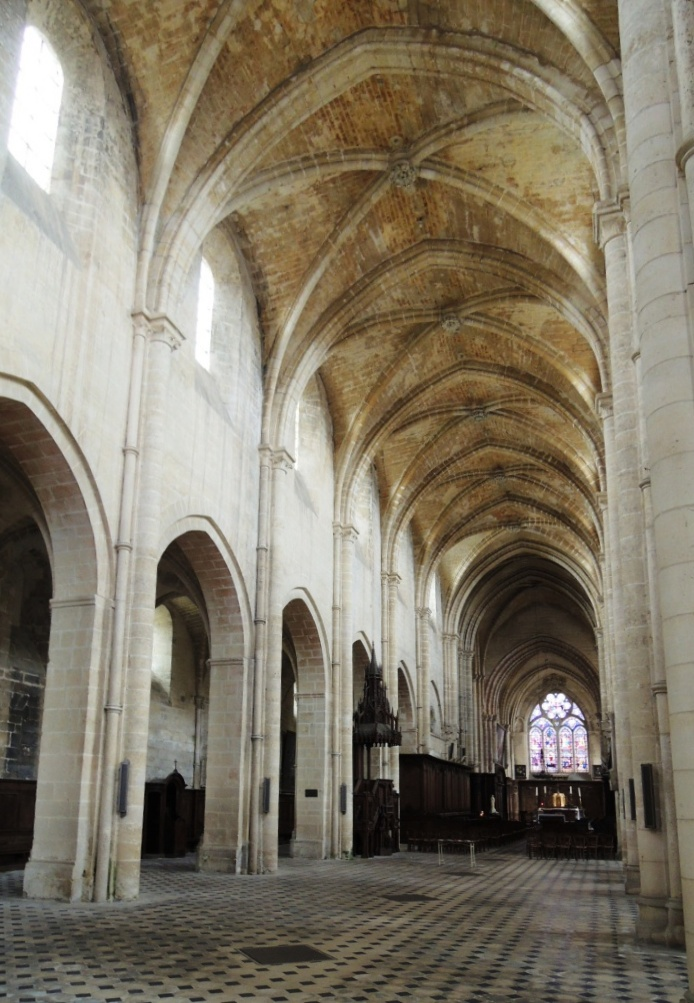
La nef.
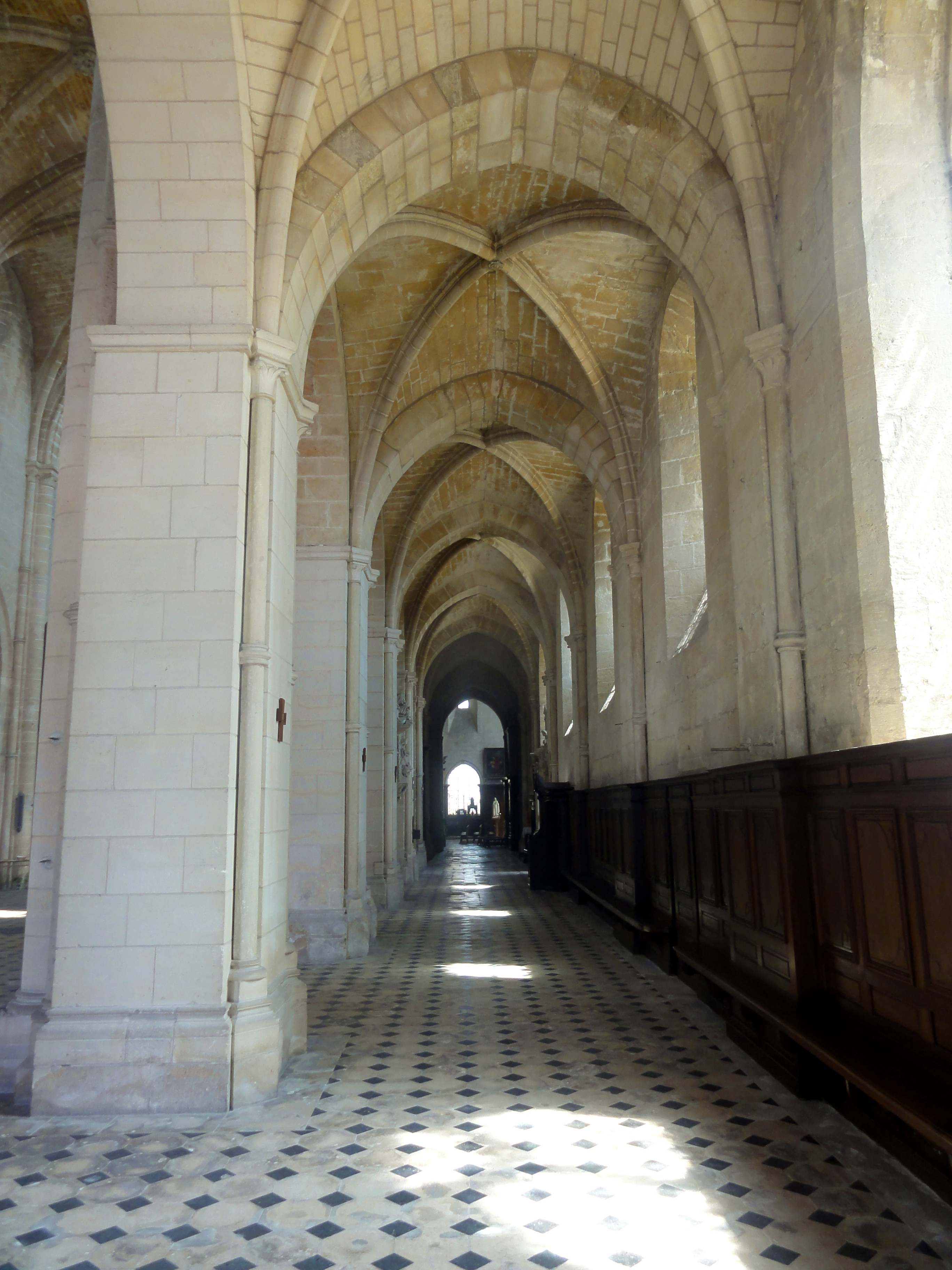
Bas-côté.
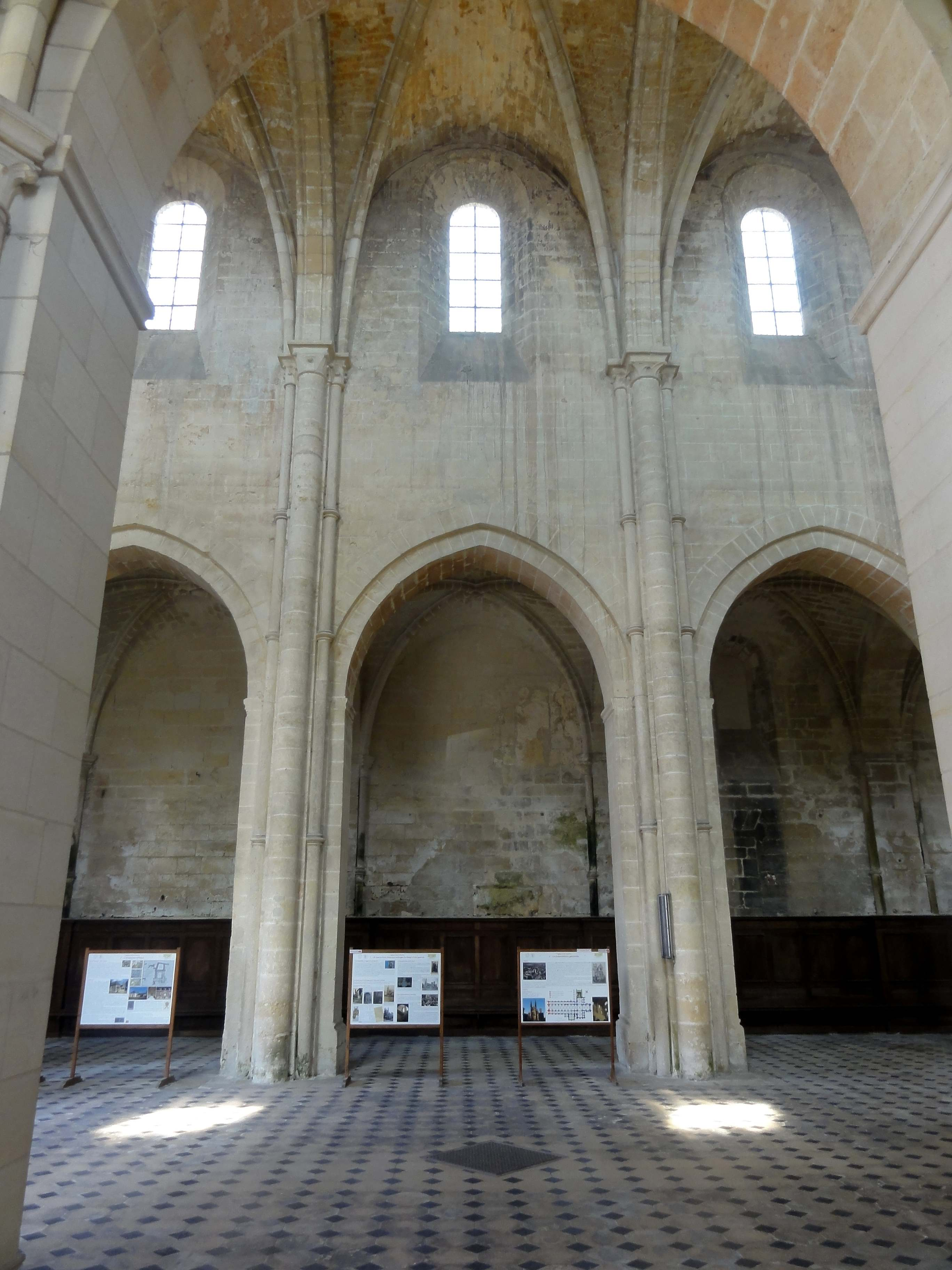
Arcades et claire-voie de la nef.
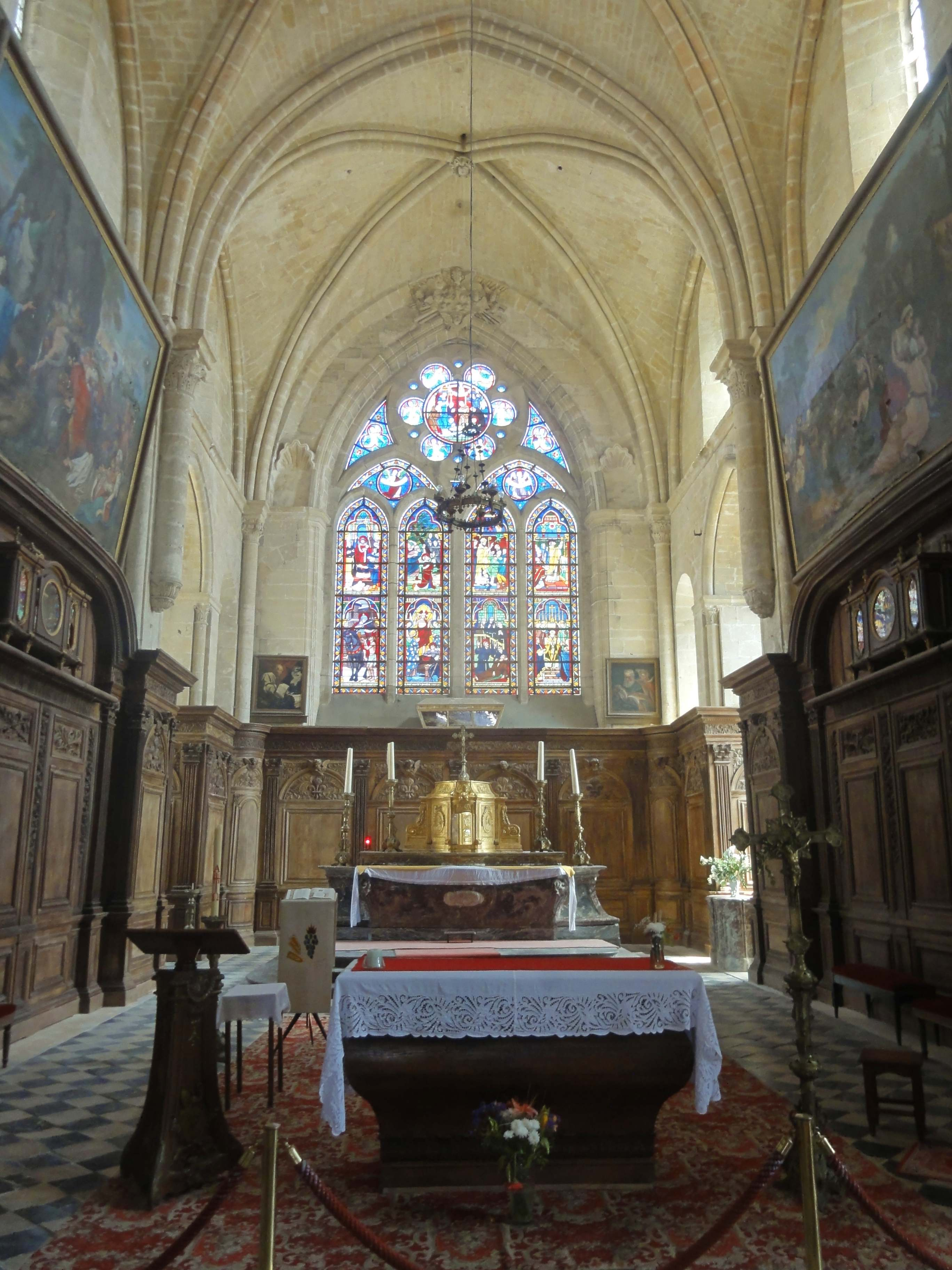
Le chœur.
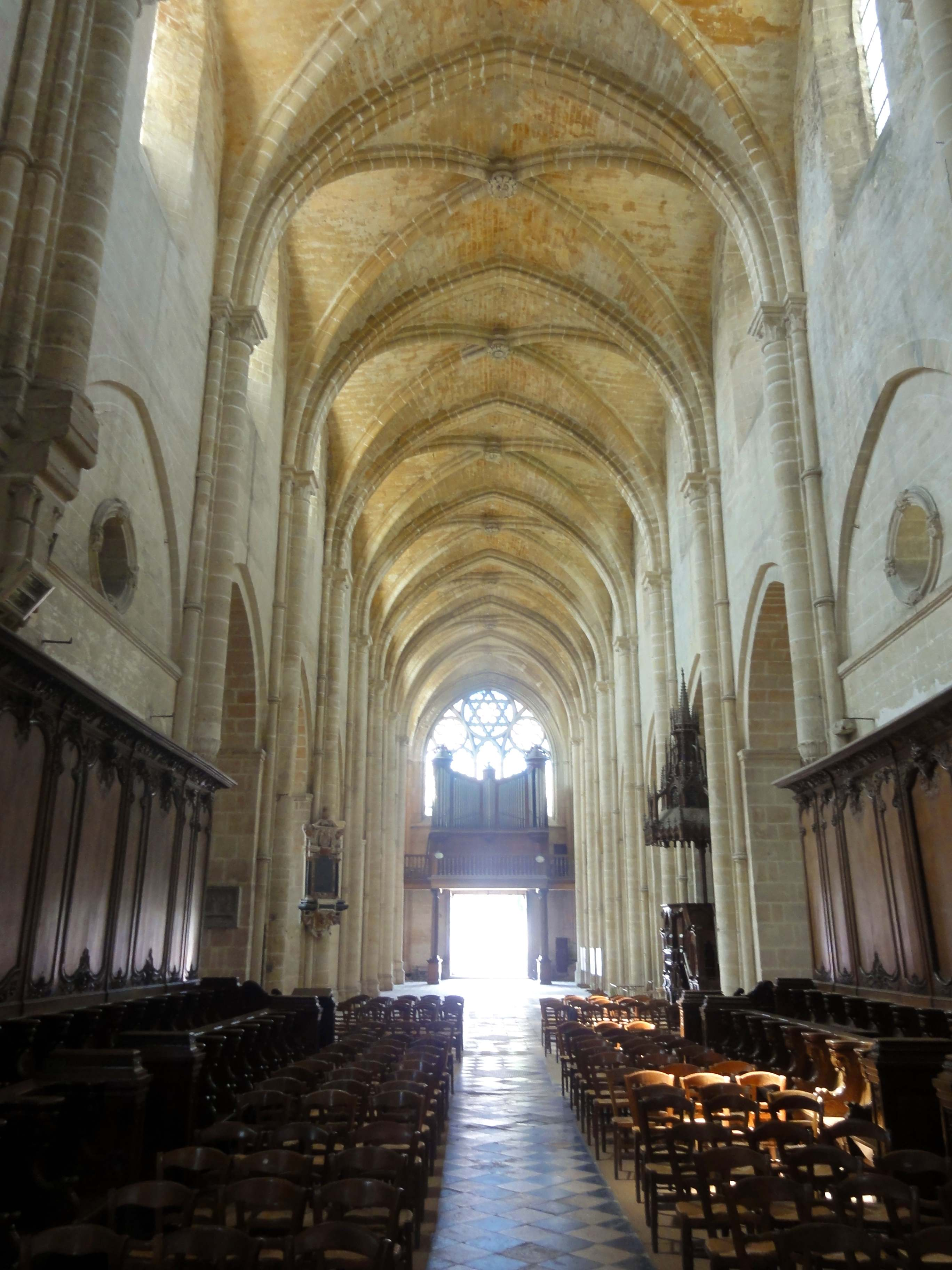
La nef, vers l'est.
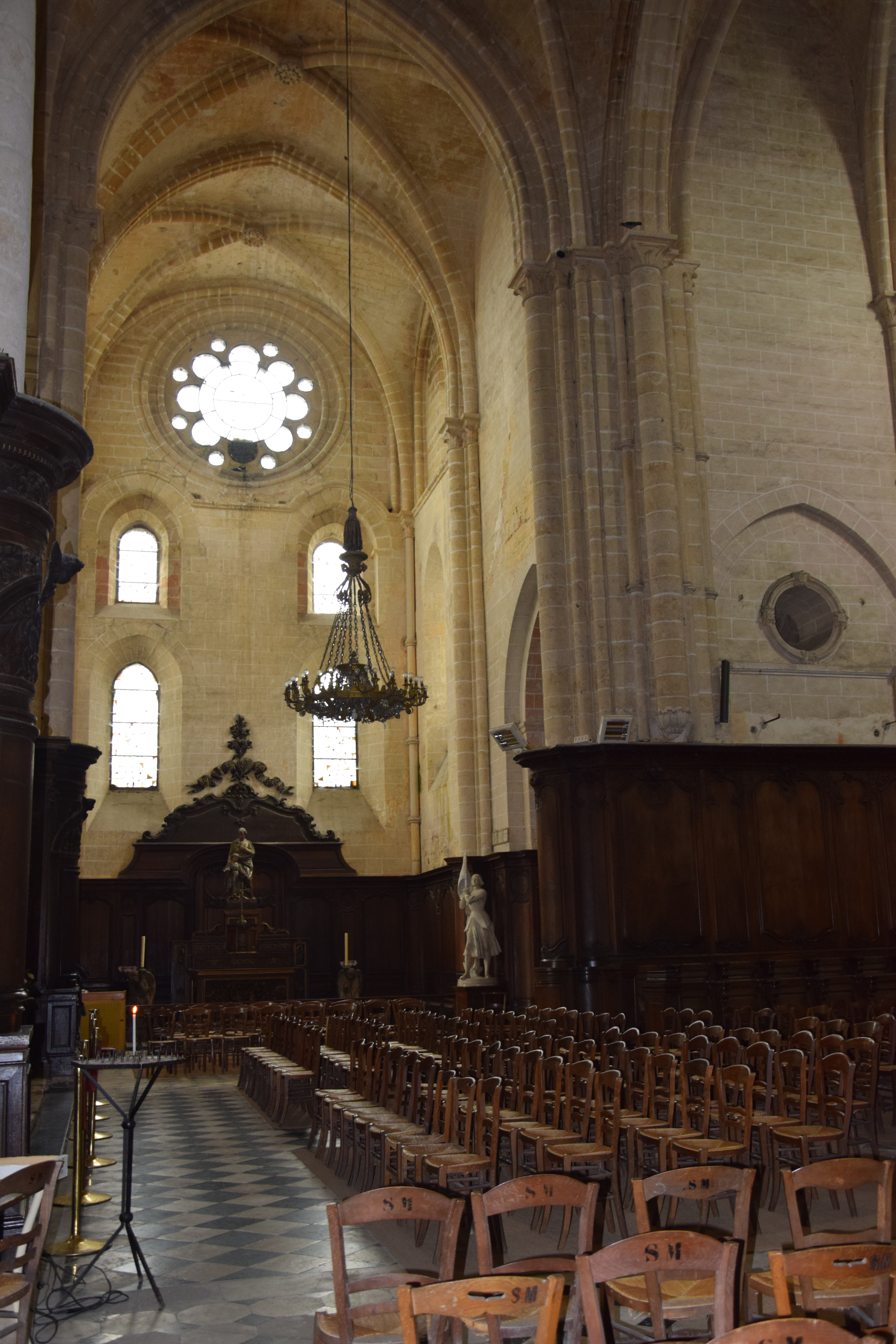
Transept sud.
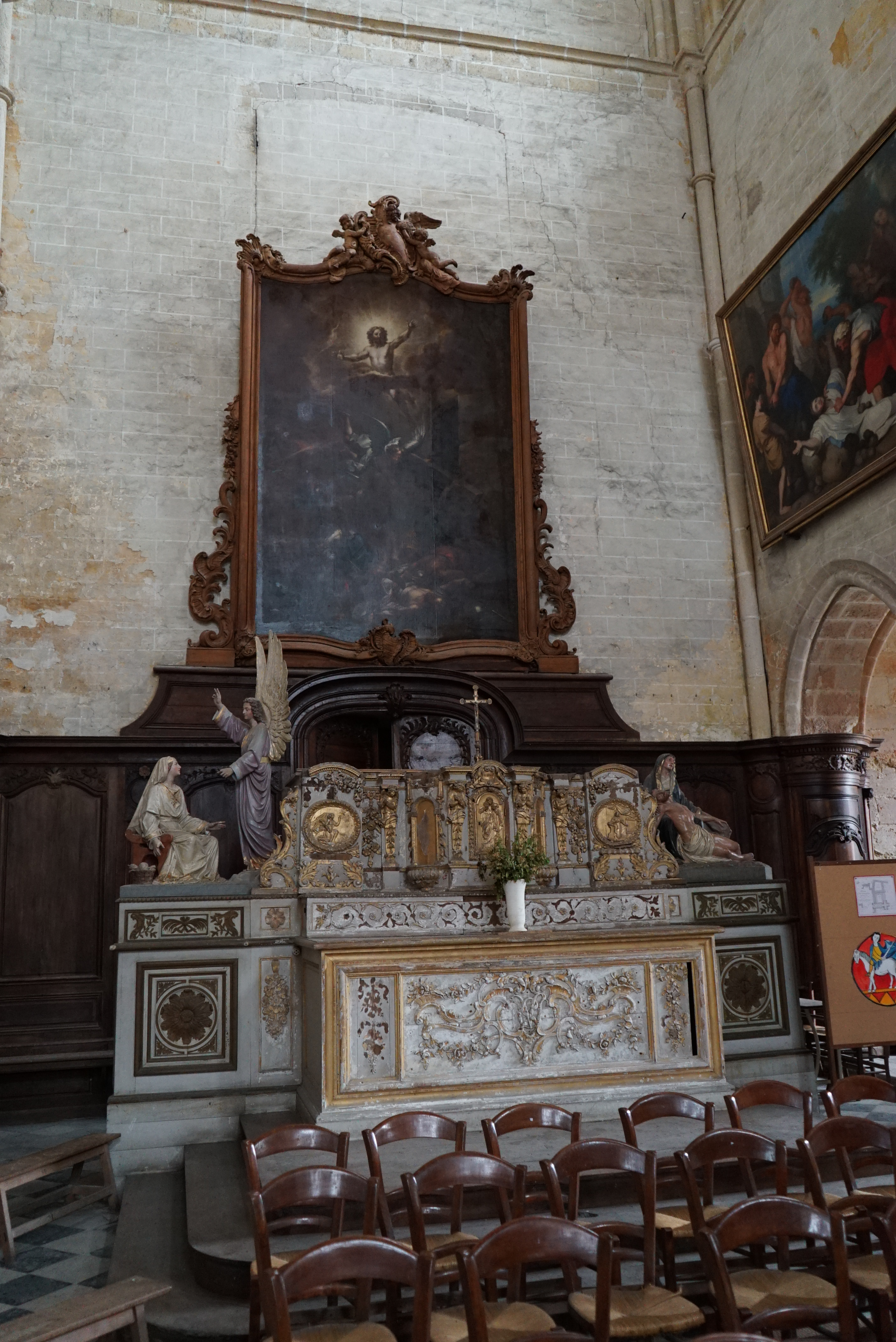
Autel du transept nord avec un ange classé[19].